# Сухи-Ляс (Великопольське воєводство)
Сухи-Ляс (пол. Suchy Las, нім. Steimersdorf) — село в Польщі, у гміні Сухий Ляс Познанського повіту Великопольського воєводства.
Населення — 6385 осіб (2011).
У 1975-1998 роках село належало до Познанського воєводства.

## Демографія
Демографічна структура станом на 31 березня 2011 року:
|          | Загалом | Допрацездатний вік | Працездатний вік | Постпрацездатний вік |
| -------- | ------- | ------------------ | ---------------- | -------------------- |
| Чоловіки | 3061    | 834                | 2038             | 189                  |
| Жінки    | 3324    | 778                | 2078             | 468                  |
| Разом    | 6385    | 1612               | 4116             | 657                  |